# Primer vol

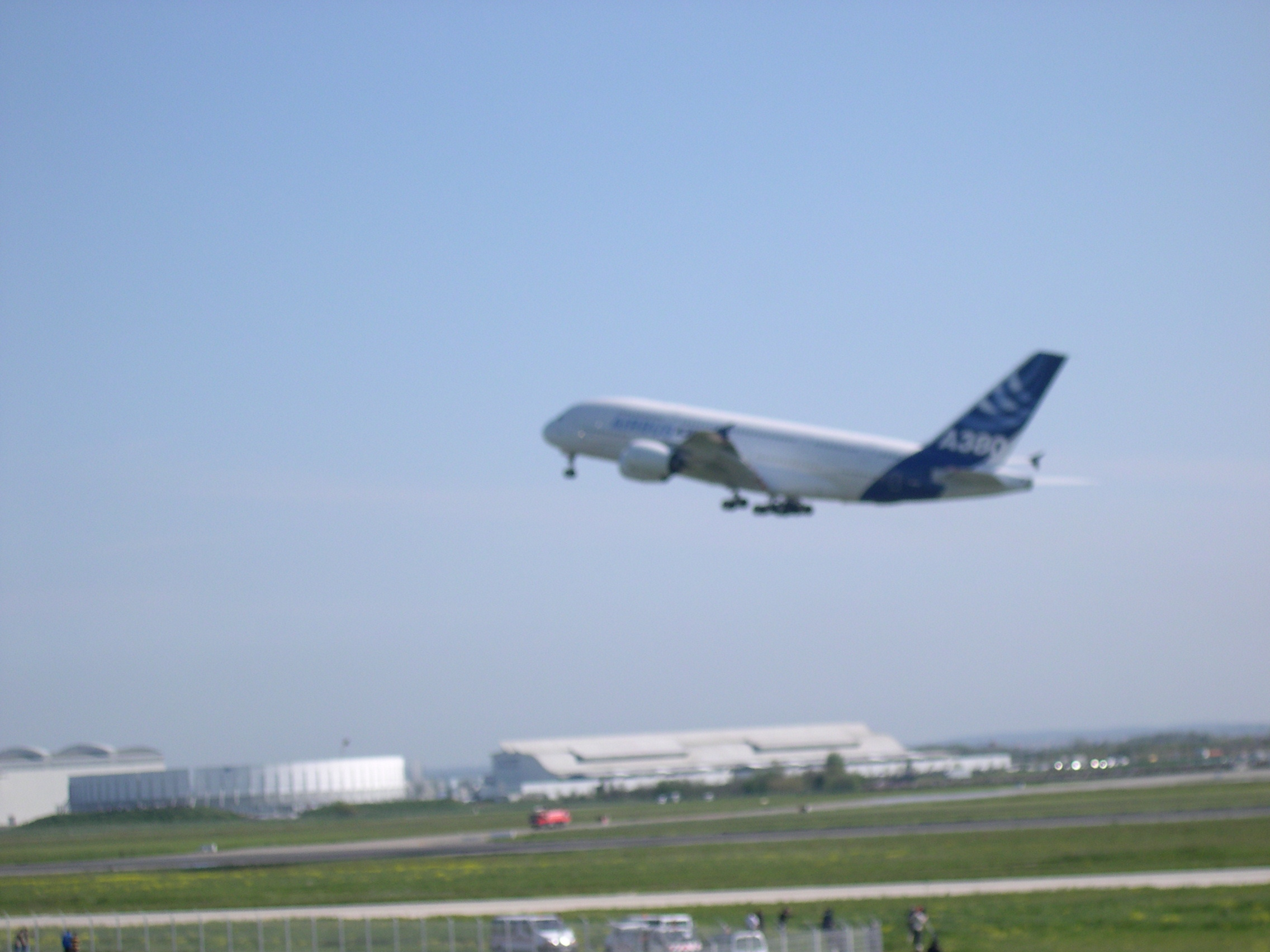
Primer vol de l'Airbus A380 el 27 d'abril de 2005.

El primer vol d'una aeronau és la primera ocasió en la qual l'aeronau s'enlaira pels seus propis mitjans. Aquest terme és semblant al primer viatge dels vaixells.
El primer vol d'un nou model d'aeronau és sempre una ocasió històrica per a l'avió. També és el més perillós, perquè les característiques exactes de maneig de l'avió generalment són desconegudes. Per això el primer vol d'un nou model quasi sempre és dut a terme per un pilot de proves amb molta experiència. Els avions dels primers vols sovint són acompanyats per aeronaus de seguiment, per verificar paràmetres com l'altitud, la velocitat aerodinàmica i l'aernonavegabilitat en general.
El primer vol és només una etapa en el desenvolupament d'un model d'avió. Excepte si el model és una aeronau experimental pura (com el North American X-15), ha de ser provat exhaustivament per a assegurar-se que ofereix el rendiment desitjat amb un marge acceptable de seguretat. En el cas d'un avió civil, el nou model s'ha de certificar per una agència governamental (com l'Administració Federal d'Aviació als Estats Units) abans que pugui entrar en servei.

## Primers vols notables

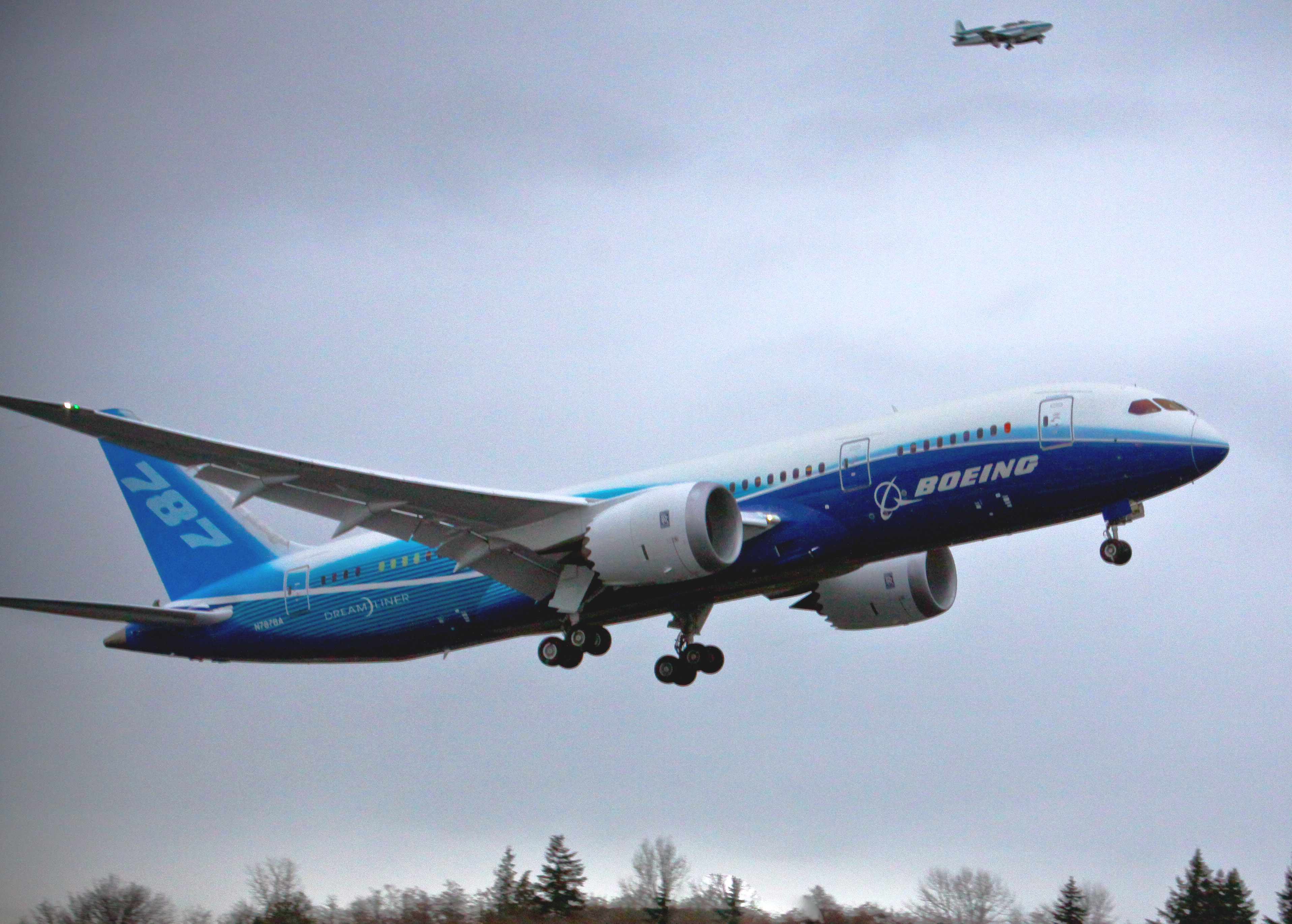
Boeing 787 el 15 de desembre de 2009

A continuació hi ha una llista incompleta de primers vols de tipus d'aeronau notables, organitzada per dates.
- Juny de 1875 – Aerial Steamer de Thomas Moy, Londres, Anglaterra (sense pilot ni co-pilot)[1]
- 17 de desembre de 1903 - Wright Flyer dels germans Wright.
- 26 de juliol de 1936 - Focke-Wulf Fw 61. Primer helicòpter completament controlable.
- 27 d'agost de 1939 - Heinkel He 178. Primer avió de reacció.
- 22 de setembre de 1940 - Heinkel He 280. Primer caça de reacció.
- 2 de novembre de 1947 - Hughes H-4 Hercules. L'únic vol de l'avió més gros del món en volar.
- 27 de juliol de 1949 - de Havilland Comet. Primer avió comercial de reacció.
- 23 d'agost de 1954 - Lockheed C-130 Hercules. Avió de transport militar encara en servei.
- 31 de desembre de 1968 - Tupolev Tu-144. Avió comercial supersònic soviètic.
- 2 de març de 1969 - Concorde. Avió comercial supersònic europeu.
- 9 de febrer de 1969 - Boeing 747, conegut també com a «Jumbo», un avió comercial transcontinental de fuselatge ample fabricat per Boeing, conegut per les seves grans dimensions.
- 21 de desembre de 1988 - Antónov An-225 Mria. Avió més gran i pesat del món.
- 27 d'abril de 2005 - Airbus A380. Avió de passatgers més gran.